# 海外職業訓練協会
一般財団法人海外職業訓練協会（かいがいしょくぎょうくんれんきょうかい、英称：Overseas Vocational Training Association）は、民間企業等が行う海外職業訓練を援助することにより、日本の職業訓練分野における海外技術協力の充実等に寄与することを目的とする。略称はOVTA（おぶた）。元厚生労働省所管で、1982年（昭和57年）11月に設立された。令和2年3月31日解散。

## 概要
- 所在：千葉県千葉市美浜区中瀬1-7-1住友ケミカルエンジニアリングセンタービル22階
- 役員（2009年6月26日現在）
  - 会長（非常勤）：草刈隆郎（日本郵船株式会社取締役、相談役）
  - 理事長（常勤）：青木功（元・厚生労働省職業安定局長）
  - 専務理事（常勤）：中島公男（元・厚生労働省職業安定局労働市場センター業務室長）
  - 理事（非常勤）：15名
  - 監事（非常勤）：2名

## 沿革
- 1982年（昭和57年）11月9日- 設立
- 1984年（昭和59年）- OVTA国際情報センターを開館
- 1984年（昭和59年）- 海外職業訓練協力センター（現幕張国際研修センター）の運営開始
- 1987年（昭和62年）- 海外事務所を開設
- 1991年（平成3年）- OVTA相談所（千葉、愛知、大阪）を開設
- 1997年（平成9年）- OVTA福岡相談所を開設
- 2003年（平成15年）- 海外職業訓練協力センターを国際能力開発支援センターに改称
- 2005年（平成17年）- OVTA仙台事務所を開設
- 2006年（平成18年）- OVTA東京事務所を開設
- 2010年（平成22年）9月30日 - 国際能力開発支援センターを閉館

## 事業
- 国際化人材の養成
- 外国人への日本語研修
- 教材の開発・提供
- 相談と問題解決への支援
- 人づくり情報の提供
- 人材養成に関する国際協力

## 過去に運営していた施設
- 国際能力開発支援センター